# Ardea
Ardea ist eine italienische Stadt in der Metropolitanstadt Rom in der Region Latium mit 50.292 Einwohnern (Stand 31. Dezember 2023).

## Geographie

Lage von Ardea in der Provinz Rom

Ardea liegt 36 km südlich von Rom und 39 km nordwestlich von Latina.
Das Gemeindegebiet von Ardea reicht von der Küste des Tyrrhenischen Meeres bis an den Rand der Albaner Berge und beinhaltet einen Teil der Pontinischen Ebene. Die Altstadt selbst liegt auf einem Tuffhügel, äußerster Ausläufer der Albaner Berge und Zeuge ihrer vulkanischen Tätigkeit. Mit der Trockenlegung der Pontinischen Sümpfe wurde die Ebene südlich der Altstadt stark besiedelt, genauso wie der Küstenstreifen mit seinem durchgehenden Sandstrand.
Die Stadtteile von Ardea sind Marina di Ardea und Tor San Lorenzo Lido entlang der Küste und Banditella, Castagnetta, Castagnola, Colle Romito, Montagnano, Nuova California, Nuova Florida, Rio Verde und Tor San Lorenzo im Hinterland. Das Gemeindegebiet erstreckt sich über eine Höhe von 0 m s.l.m. bis 142 m s.l.m.
Die Gemeinde liegt in der Erdbebenzone 3 (wenig gefährdet).
Die Nachbargemeinden sind im Uhrzeigersinn Pomezia, Rom, Albano Laziale, Ariccia, Aprilia (LT) und Anzio.

### Verkehr
- Ardea hat der antiken Via Ardeatina ihren Namen gegeben, die heute die nördliche Stadtgrenze bildet, aber für den Fernverkehr keine Rolle mehr spielt.
- SR 148 Die wichtigste Fernstraße ist die SR 148 Via Pontina von Rom nach Terracina, die im Stadtgebiet vierspurig ausgebaut ist. Entlang der Küste führt die SP 601 Ostia – Anzio.
- Das Gemeindegebiet von Ardea wird zwar von der Bahnstrecke Rom–Formia–Neapel durchquert, die Stadt hat aber keinen eigenen Bahnhof. Die nächsten Bahnhöfe liegen in Santa Palomba (Pomezia) und Campoleone (Aprilia).

## Geschichte

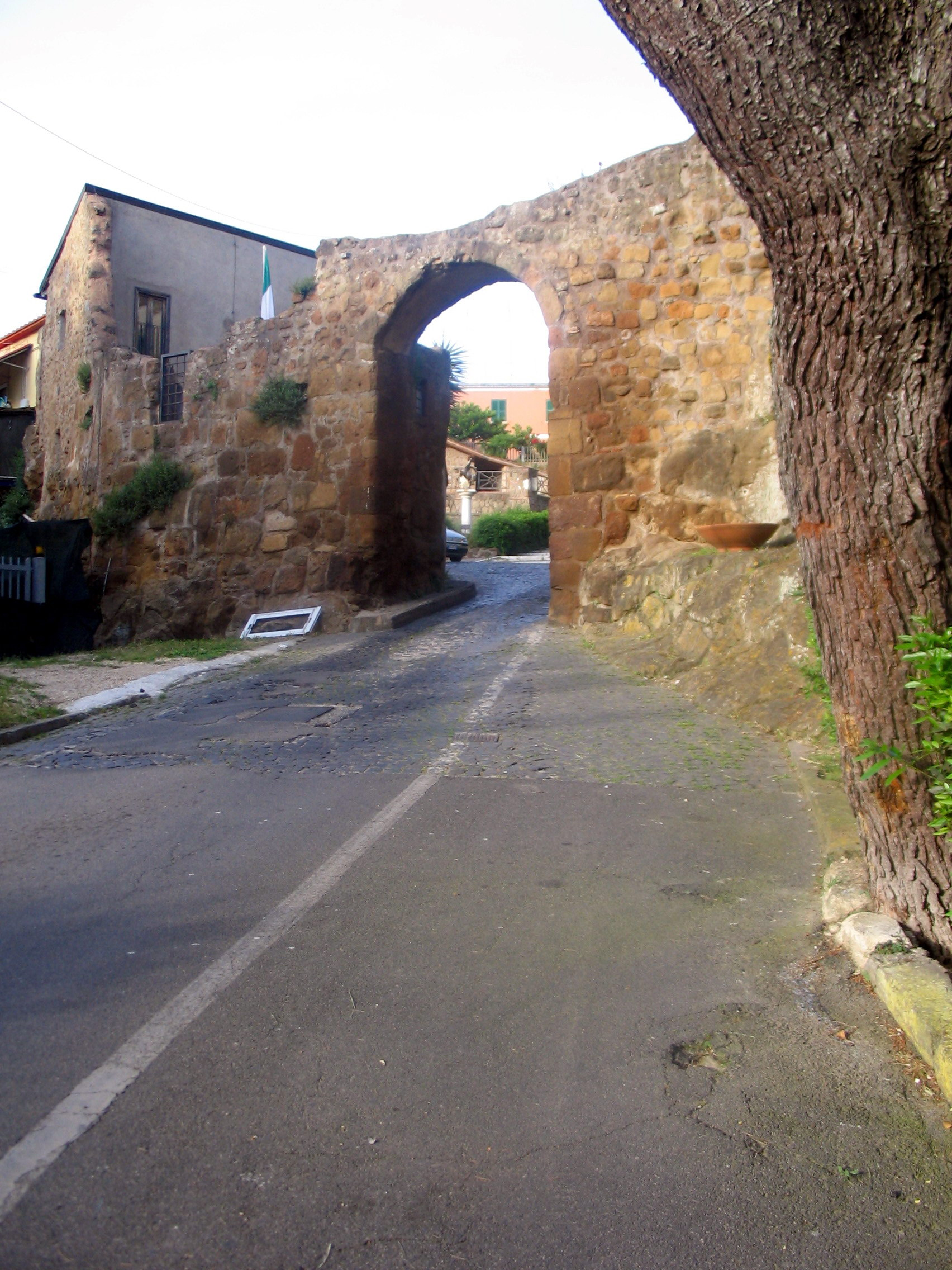
Antikes Stadttor

Das Territorium von Ardea ist seit der Frühzeit bewohnt. Die ältesten Gräber, die gefunden wurden, stammen aus dem 2. Jahrtausend v. Chr. In der Eisenzeit gab es drei Dörfer im Stadtgebiet.

### Mythische Gründung
Laut Dionysios von Halikarnassos wurde die Stadt von Ardeias, Sohn von Odysseus und Kirke, gegründet. Nach anderen Quellen (Vergil, Plinius der Ältere) ist sie eine Gründung der Danaë.
Ardea spielt eine Rolle in der Aeneis als Sitz des Turnus, König der Rutuler und Gegenspieler Aeneas. Auch der Krieg des Königs Tarquinius Superbus gehört noch in das Reich der Legenden.

### Ardea in der Antike
In einem Vertrag zwischen Rom und Karthago aus dem Jahr 509 v. Chr. wird Ardea als Verbündeter Roms erwähnt. Laut Livius wurde die Stadt 390 v. Chr. von den Galliern zerstört. Danach endet die Unabhängigkeit und 340 v. Chr. erscheint es als Kolonie Roms. In der späten Zeit der Republik begann der Abstieg der Stadt. Ardea litt sehr in den Bürgerkriegen zwischen Marius und Sulla und war schon in den letzten Zeiten der Republik ganz verfallen. Allerdings entstanden in der Kaiserzeit entlang der Straße zum Meer Villen.

### Ardea vom Mittelalter bis in die Neuzeit
Seit der Völkerwanderungszeit reduzierte sich Ardea wieder auf den kleinen befestigten Ort, am Platz der heutigen Altstadt. 1130 gab Gegenpapst Anaklet II. Ardea den Benediktinern von Sankt Paul vor den Mauern, auf die wohl die Gründung der Kirche San Pietro zurückgeht. 1419 gab Papst Martin V. den Ort an seine Familie, die Colonna. Später kam es an die Cesarini. Ardea blieb jedoch ein unbedeutendes Dorf, dessen Einwohnerzahl kaum über 100 Menschen hinausging.

### Ardea im 20. Jahrhundert
Mit der Trockenlegung der Pontinischen Sümpfe ab 1932 wurde die Ebene um Ardea neu besiedelt. Ardea wurde Teil der neugegründeten Gemeinde Pomezia. 1970 wurde Ardea ausgegliedert und eine selbständige Gemeinde in der Provinz Rom. 1995 bekam Ardea das Stadtrecht.

## Bevölkerungsentwicklung
| Jahr      | 1871 | 1881 | 1901 | 1921 | 1936 | 1951  | 1971  | 1991   | 2001   |
| Einwohner | 142  | 183  | 283  | 443  | 772  | 2.163 | 6.197 | 16.854 | 26.711 |

Quelle: ISTAT

## Politik

### Bürgermeister
Mario Savarese (Movimento Cinque Stelle) wurde am 11. Juni 2017 zum neuen Bürgermeister gewählt und am 26. Juni 2017 ins Amt eingesetzt.
Bürgermeister von Ardea:
- 2001–2004: Roberta Ucci (Mitte-rechts)
- 2004–2012: Carlo Eufemi, (PdL)
- 2012–2017: Luca Di Fiori (PdL)
- seit 2017: Mario Savarese (Movimento 5 Stelle)

### Wappen
Das Wappen zeigt auf waagerecht geteiltem Schild oben auf rotem Grund einen silbernen Reiher im Flug. Unten auf hellblauem Feld ein antikes (griechisches) Schiff in Gold mit silbernem Segel über Meereswellen. Der Reiher spielt auf die lateinische Bedeutung von Ardea für Reiher an. Das Schiff ist ein Hinweis auf die Gründungslegende der Stadt, die von Ardeas, Sohn von Odysseus, gegründet worden sein soll. Das Wappen in heutiger Form wurde am 30. Oktober 2008 vom Staatspräsidenten verliehen.

### Partnerstädte
- Rielasingen-Worblingen im Hegau, Baden-Württemberg, seit 2002
- Argos, Peloponnes seit 2007

## Religion
Die Einwohner von Ardea gehören mehrheitlich der römisch-katholischen Kirche an. Die Stadt gehört zum Bistum Albano und hat fünf Kirchengemeinden.

## Sehenswürdigkeiten
- Die Kirche Santa Maria steht auf dem Friedhof am Fuß des Borgo Antico. Laut einer Inschrift wurde sie 1191 von Cencio Savelli, dem späteren Papst Honorius III., erbaut.[10]
- Die Kirche San Pietro Apostolo im Borgo Antico aus dem 12. Jahrhundert beinhaltet noch Reste des Vorgängerbaus, eines antiken Tempels.[11]
- Das Museo Manzù beinhaltet einen großen Teil des Werks des 1991 in Ardea gestorbenen Künstlers Giacomo Manzù. Es wird als Filiale des Galleria Nazionale d’Arte Moderna verwaltet.[12]

### Archäologische Ausgrabungen
an zahlreichen Stellen im Stadtgebiet von Ardea wurde und werden die reichhaltigen Zeugnisse der Vergangenheit ergraben.
- Die heutige Altstadt (Borgo Antico) nimmt die antike Akropolis ein. Sie ist noch mit Resten der Stadtmauer aus dem 7. Jahrhundert v. Chr. umgeben. Im Bereich der Akropolis wurden die Fundamente zweier hellenistischer Tempel nachgewiesen.[13] (Karte)
- Etwa 500 m nordöstlich der Akropolis wurde im Stadtteil Casalinaccio das Forum mit zwei Tempeln aus dem 6. und 7. Jahrhundert v. Chr. und eine Basilika (ca. 100 v. Chr.) freigelegt.[14] (Karte)
- 300 m von der heutigen Mündung des Flusses Incastro ins Mittelmeer wurde seit 1998 eine befestigte Hafenanlage mit Tempeln aus dem 4. bis 3. Jahrhundert v. Chr. ausgegraben (Karte). Die Anlage wurde mit dem Castrum Inuì identifiziert, das in der Aeneis erwähnt wird.[15]
- Unterhalb des Borgo Antico befindet sich ein 1964 entdecktes Hypogäum mit frühchristlicher Ausmalung.[16]

## Söhne und Töchter des Ortes
- Leo V. (Papst), 9. Jahrhundert